# Экимчан (аэропорт)
«Экимчан» — региональный аэропорт, расположен в 1 км северо-восточнее пгт. Экимчан.

## История
Аэропорт Экимчан действовал с 1937 года по 1991—1992 годы. Восстановлен в 2009 году.

## Принимаемые типыВС
Ан-2, Ан-3, Ан-28, Ан-38, Л-410, Як-40, вертолёты всех типов.

## Показатели деятельности
| год        | 2014 | 2015 | 2016 | 2017 | 2019 | 2020 | 2021 |
| пассажиров | 1416 | 741  | 1221 | 385  | 503  | 1066 | 4493 |
| Источники: |      |      |      |      |      |      |      |